# Heteromycteris proboscideus
Heteromycteris proboscideus és un peix teleosti de la família dels soleids i de l'ordre dels pleuronectiformes.

## Hàbitat
És una espècie marina però al Senegal també ha estat observada en ambients d'aigua dolça.

## Distribució geogràfica
Es troba des de les costes de Mauritània fins a les d'Angola.